# Albrecht Dürer (aranyműves)
Idősebb Albrecht Dürer, eredeti nevén Ajtósi Adalbert (Ajtós, 1427 körül – Nürnberg, 1502. szeptember) magyar származású aranyműves, ifjabb Albrecht Dürer világhírű festőművész apja.

## Élete
1427 körül született a Gyula melletti Ajtóson, Ajtósi Anton és Erzsébet legidősebb fiaként. Apja nyomdokaiba lépve kitanulta az aranyművességet. Tizenhét évesen, 1444-ben a várnai csata évében vándoriparosként Nürnbergbe érkezett, ahol megismerkedett Hieronymus Holper aranyművessel. Családnevét Dürerre németesítette. A következő években bejárta Németalföldet, és valószínűleg Burgundiába is eljutott. 1455-ben visszatért Nürnbergbe, ahol Holper segédként alkalmazta. 1467-ben feleségül vette Barbara Holpert, Hieronymus 25 éves lányát. 1468-ban megszerezte az ötvösmesteri címet, és saját műhelyt hozott létre, végleg letelepedve Nürnbergben. Városában nagy hírnévre tett szert, és még a császárnak is dolgozott. 1502-ben vérhasban hunyt el.

## Családja
Három testvére volt: Laslen (László), Johannes (János) és Catharina (Katalin). Csak Albrecht vitte tovább a családi mesterséget; a középső fiú, Laslen, szíjgyártó lett, Johannes pedig katolikus pap, Nagyváradon. Albrecht unokaöccse, Niklas Unger (Laslen fia) aranyműves volt, és Kölnben telepedett le.
Feleségével 18 gyermekük született, akiknek csak hármójuk érte meg a felnőttkort: ifj. Albrecht (1471–1528) festő, Endres (1484–1555) aranyműves és Hans (1490–1534) festő. Felesége 1514-ben hunyt el.

## Művei

### Fennmaradt, neki tulajdonított munkák
- Albert mainzi érseknek készült kettős aranykehely, 1470–1480, Bécsi Szépművészeti Múzeum
- Turnierreiter (ezüstkarc), 1480 körül
- Két önarckép, 1486 és 1492
- Schlüsselfeldi hajó (asztalidísz), 1502, Német Nemzeti Múzeum

### Dokumentumokban megemlített munkák
- Két ezüstérme nürnbergi zenészeknek, 1471
- 24 aranyozott ezüstkupa Nürnberg városának, 1477
- Ivóedények Poznań püspökének, 1486
- Két ivóedény III. Frigyes német-római császárnak, 1489
- Két szentségtartó a nürnbergi Szentlélek-templomnak, 1489–90